# 小田原紀雄
小田原 紀雄（おだわら のりお、1945年 - 2014年8月23日）は、日本基督教団牧師。河合塾国語科講師（古文）。市民運動家。広島県出身。2014年8月23日、鬱血性心不全のため、69歳で死去した。

## 主な政治的活動
- 日本キリスト教団内反靖国・反天皇制運動を担う集団および市民団体による靖国・天皇制問題情報センターで活動している。
- 1990年に「多田謡子反権力人権賞」を受賞した。
- 百万人署名運動の呼びかけ人の1人で、事務局長も務めた。
- 破壊活動防止法、組対法に反対する運動を行っていた。
- 『共産党宣言』150周年記念集会発起人・賛同人である。
- 特別立法制定阻止のための実行委員会（予防拘禁・不定期拘禁法案）を主催した。
- 「テロ特措法・自衛隊海外派兵は違憲市民訴訟の会」の呼びかけ人として活動した。
- 教育基本法の改悪に断固反対し、呼びかけ人として活動した。

## 予備校講師としての活動
- 河合塾COSMOの東京校、名古屋校に於いて古文講師として複数の講座を担当していた。
- COSMOでは、講義枠外にて古典文法の習得を主なテーマとする「古文学習会」を開催し、長期休暇時には古文ゆかりの地を訪れる「古文夢の旅」などのイベントを企画し実行していた。

## 編・著作一覧
- 『"脱国"の民へー小田原紀雄請問対話集』 （エイエム企画、2010年）
- 『パレスチナ民衆蜂起とイスラエル』村山盛忠と共著（パレスチナ選書）